# Kandri
Kandri é uma vila no distrito de Nagpur, no estado indiano de Maharashtra.

## Geografia
Kandri está localizada a 19° 59′ N, 80° 26′ L. Tem uma altitude média de 311 metros (1020 pés).

## Demografia
Segundo o censo de 2001, Kandri tinha uma população de 8125 habitantes. Os indivíduos do sexo masculino constituem 52% da população e os do sexo feminino 48%. Kandri tem uma taxa de literacia de 72%, superior à média nacional de 59.5%: a literacia no sexo masculino é de 78% e no sexo feminino é de 66%. Em Kandri, 12% da população está abaixo dos 6 anos de idade.